# مايبروك (نيويورك)
مايبروك (بالإنجليزية: Maybrook, New York)‏ هي منطقة سكنية تقع في الولايات المتحدة في نيويورك (ولاية). يقدر عدد سكانها بـ 2,958 نسمة .